# Adad

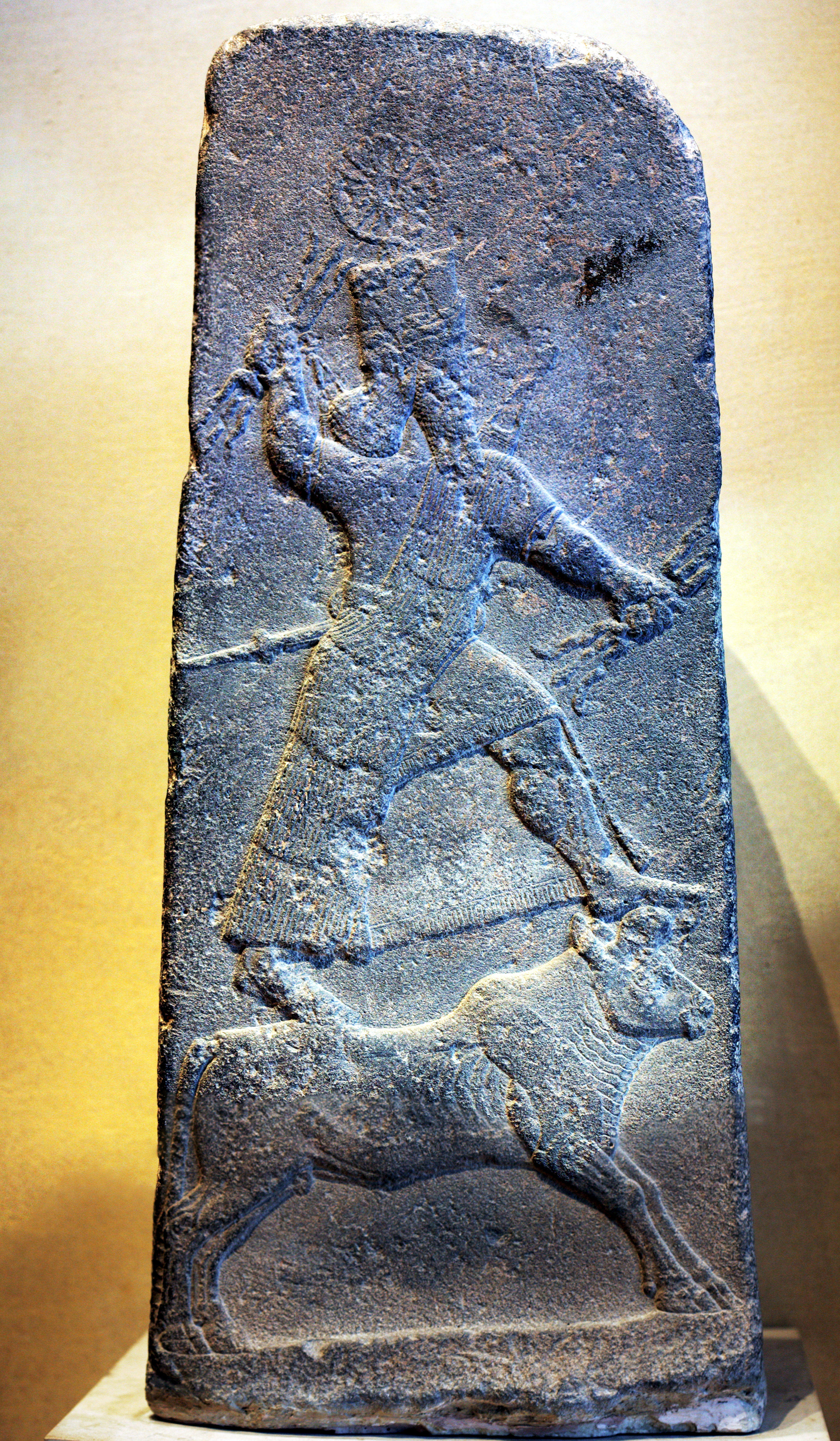
Adad-Stele aus der zweiten Hälfte des 8. Jahrhunderts v. Chr., in Arslan Tash gefunden, Louvre, Paris, AO 13092

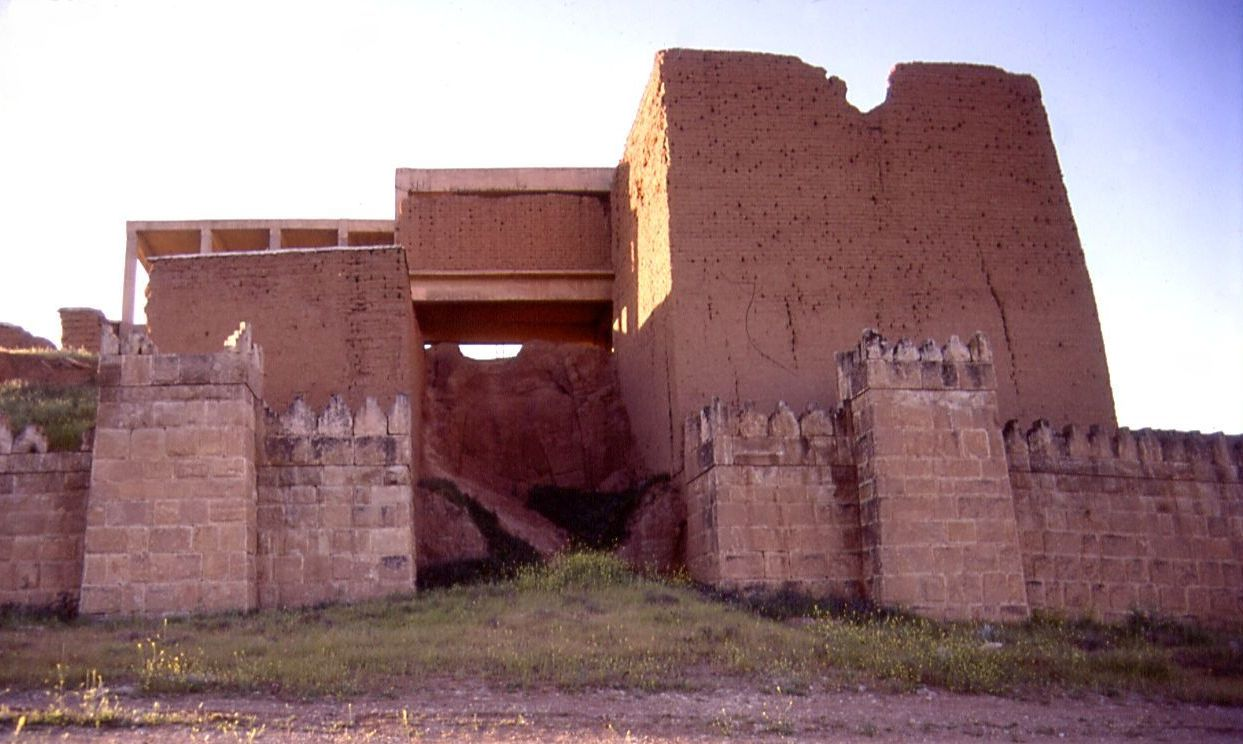
Rekonstruktion des Adad-Tors in Ninive

Adad (auch Hadad, semitisch Hadda, sumerisch Iškur, dIM) ist der mesopotamische Wettergott (Sturmgott), Sohn des Anu und Gatte der Ninhursanga oder der Šala. In der mesopotamischen Stadt Ninive ist ihm eines der historischen Tore in der Stadtmauer gewidmet.
Der semitische Wettergott Hadda wurde schon im 3. Jahrtausend v. Chr. im nordsyrischen Raum, etwa in der neuassyrischen Tempelanlage in Guzana (Tell Halaf), verehrt. Sein Heiligtum stand in Aleppo. In Mesopotamien wurde er um die Stadt Karkar als Segensspender verehrt. Bei den Sumerern, Akkadern und in Babylonien nannte man ihn Iškur. Im Süden Mesopotamiens traten bisher mehr seine zerstörerischen Fähigkeiten wie Sturm, Hochwasser und Dürre in den Vordergrund. Man vermutete, dies habe vor allem daran gelegen, dass er im Süden, wo man nicht Regenfeldbau, sondern Bewässerungsfeldbau betrieb, Iškur nicht als Wettergott „benötigte“. Trotz allem gibt es jedoch auch Mythen über Iškur, wie sie erst kürzlich in der sumerischen Stadt Nippur gefunden wurden. Adads Symboltier war der Stier, sein Attribut ein Blitz – entweder in einer Hand oder allein – erinnert an Zeus, dessen Ursprünge ja in Anatolien lagen. Andere Attribute wie beim hethitischen Tarḫunna sind die Weinreben oder das Fuchsfell der Priesterinnen, was an den Dionysos-Kult erinnert. In Ugarit wurde er auch mit Helm und zwei Stierhörnern dargestellt.
Im ugaritisch-phönizischen Raum wurde der Wettergott oft einfach nur Ba’al, also Herr genannt. Bei den Hurritern hieß der Wettergott Teššub und stand an der Spitze des Pantheons. Er war mit Ḫebat verheiratet, sein Sohn war die Šarrumma. Teššubs wichtigster Kultort war Aleppo. Dort war der Höhepunkt seines Kultes im 2. Jahrtausend v. Chr., im 1. Jahrtausend v. Chr. hingegen lässt sich eine Verehrung kaum mehr nachweisen. Auch bei den Hethitern stand Tarḫunna, wie der Name des Wettergottes dort wohl lautete, an der Spitze des Pantheons. In der Luwischen Sprache wurde er „Tarḫunt“, bei den Hatti "Taru" genannt, bei den Urartäern "Teišeba".
Eine Keilschrift-Tafel aus Nippur enthüllt, dass Iškur einst in der Kur genannten sumerischen Unterwelt gefangen war, was zu Dürren, Tod der Neugeborenen und Verderben der Tiere führte. Als Anu einen Freiwilligen suchte der Iškur befreit, meldete sich nur ein Fuchs. Dieser überlistete jedoch die Wächter der Unterwelt, indem er die dargebotenen Speisen listig versteckte, da die Essen und Trinken in der Unterwelt wohl zum ewigen Verbleib führte. Leider fehlt jener Teil der die erfolgreiche Rettung Iškur´s weiter erzählt. Die Keilschrift-Tafel ist vor über 2400 v. Chr. entstanden, was diesen Mythos zu einem der ältesten bekannten Mythen macht. Das der überraschende Held ein Fuchs ist und die weite Verbreitung Iškur´s bzw. Adad könnten darauf hindeuten, dass es eine Verbindung zum ältesten Tempel Anatoliens in Göbekli Tepe geben könnte. Der Fuchs gehört dort neben Schlangen zu den am häufigsten dargestellten Tieren. Um die Tafel die bereits 1956 entdeckt wurde, hatte sich bisher niemand bemüht, weil sie damals wohl zu stark zerstört war. Der Mythos war durch neue Methoden teilweise lesbar geworden und bisher unbekannt.
Über die Tontafeln von Persepolis konnte nachgewiesen werden, dass namhafte Zuwendungen in Form von Getreide, Bier und Wein von der regionalen Verwaltung von Persepolis während der Regierungszeit von Dareios I. an Kulte für Adad ausgesprochen wurden. Da das ältere Logogramm IM neben dem neueren Namen Adad im Festungsarchiv von Persepolis aufgeführt ist, konnte im Verbund mit elamischen Quellen aufgezeigt werden, dass der Gott auch einen Platz in der elamischen Religion innehatte und seit dem 2. Jahrtausend v. Chr. auf iranischem Boden präsent war. Es wird deshalb angenommen, dass Adad über kulturelle Assimilationen seinen Einzug ins Perserreich fand und sein Kult mit einer eigenen Ausprägung im Achämenidenreich weiterbestand.